# Махальский, Генрих
Генрих Махальский (пол. Henryk Machalski) (25 декабря 1835 года с. Йодловка Малая Польша, тогда Австро-Венгрия — 19 июля 1919 года, Львов) — польский инженер — железнодорожник, изобретатель.

## Биография
В 1856—1870 работал на железнодорожной линии Краков — Вена, а затем, вплоть до выхода на пенсию в 1893, на линии Львов — Черновцы- Яссы.
В 1879 г. одним из первых в мире запатентовал угольный порошковый микрофон. С использованием изобретенного им микрофона он сконструировал оригинальный телефон Махальского, который был представлен в действии 30 апреля 1881 для передачи во Львов звука концерта, состоявшегося в Жолкве.
Аппарат Махальского был установлен для работы на железнодорожной линии Львов — Черновцы. Технические детали изобретенного оборудования автор, опубликовал в Варшавской газете «Przegląd Techniczny» и Львовской «Czasopiśmie Technicznym».
Изобретателем телефона Махальского иногда принято считать его брата Мориса, который запатентовал устройство в Санкт-Петербурге.

## Ссылка
- Bolesław Orłowski.Słownik polskich pionierów techniki.Wydawnictwo «Śląsk»-Katowice,1984